# آرکید ایکرز (ویسکانسین)
آرکید ایکرز (به انگلیسی: Arcade Acres) یک منطقهٔ مسکونی در ایالات متحده آمریکا است که در ریپون واقع شده است. آرکید ایکرز ۲۴۶٫۸۹ متر بالاتر از سطح دریا واقع شده است.